# Acalypha schlechtendaliana
Acalypha schlechtendaliana är en törelväxtart som beskrevs av Johannes Müller Argoviensis. Acalypha schlechtendaliana ingår i släktet akalyfor, och familjen törelväxter. Inga underarter finns listade i Catalogue of Life.